# Reitermarsch
Reitermarsch (Marche du cavalier) est une marche de Johann Strauss II (op. 428). L'œuvre est créée soit le 18 décembre 1887 Volksgarten de Vienne, soit le 15 janvier 1888 dans la salle de concert de la Musikverein.

## Histoire
La marche est basée sur des motifs de l'opérette Simplicius, créée en 1887. L'œuvre rejoint ainsi une série de compositions (opus numéros 427, 429, 430, 431 et 432) qui reprennent tous les thèmes de cette opérette, dont la valse Altdeutsche Walzer, publiée sans numéro d'opus. La marche utilise le Reiterlied (partie de la première scène d'opérette), chanson n°8 sur la partition, Im ganzen Land hat sich entbrannt…. D’rum sag’ ich Dir ade, Universität, ainsi que le motif de marche de l'ouverture.
La pièce est probablement jouée pour la première fois le 18 décembre 1887 au Volksgarten sous la direction de Karl Komzak, sous le titre initial de Simplicius March, marche de cavalerie dont il est question ici. Cependant, il est de fait connu qu'Eduard Strauss, frère de Johann, dirige l'œuvre le 15 janvier 1888 dans la salle de concert de la Musikverein.

## Durée
Sa durée d'exécution est d'environ 3 minutes. Elle peut varier légèrement selon l'interprétation musicale du chef d'orchestre.

## Interprétations notables
La pièce est notamment jouée lors de concerts du nouvel an : en 1995, sous la direction de Zubin Mehta, et 2011, sous la direction de Franz-Welzer Möst.